# Acacia oncinocarpa
Acacia oncinocarpa — вид квіткових рослин з родини бобових. Ареал: Австралія (Північна територія, Західна Австралія).

## Середовище
Вид часто розташований на прибережних піщаних дюнах або скелях, де росте на суглинних або піщаних і часто гравійних ґрунтах на пісковику, граніті або латериті або навколо них як частина лісових або чагарникових угруповань евкаліпта або мелалеуки.

## Біоморфологічна характеристика
Цей кущ або дерево зазвичай досягає висоти від 0,5 до 5 метрів і має округлу та смолисту форму, але може мати розпростерту звичку на відкритих прибережних ділянках. Гладка або луската кора може бути від сірого до коричневого кольору та має кутасті гілочки з червонувато-коричневими гранулами. Вічнозелені філодії мають вузькоеліптичну або вузьку зворотноланцетну форму і можуть бути прямими або вигнутими; вони голі, мають довжину від 6 до 15 см і ширину від 5 до 24 мм і мають від трьох до п'яти видатних поздовжніх жилок. Цвіте в період з березня по серпень, утворюючи циліндричні квіткові колоски групами до п’яти в пазухах. Квіткові колоски мають довжину від 2,5 до 8 см, які нещільно упаковані квітками від блідо-жовтого до кремового кольору. Стручки мають форму від вузько-прямоланцетної до лінійної, звужені до основи; вони мають довжину від 5 до 11 см і ширину від 4,5 до 10 мм. Коричневе насіння розташоване в стручках похило; воно довгасто-еліптичної форми й має довжину від 4 до 7 мм.